# Chiesa dell'Assunzione di Maria Vergine (Traversetolo)
La chiesa dell'Assunzione di Maria Vergine è un luogo di culto cattolico dalle forme barocche, situato in via Don Giuseppe Corchia 15 a Vignale, frazione di Traversetolo, in provincia e diocesi di Parma; è sede di una parrocchia compresa nella zona pastorale della Pedemontana.

## Storia
La chiesa originaria fu edificata isolata lungo la diramazione della strada che collegava Traversetolo con Guardasone e Ciano, probabilmente tra l'XI e il XII secolo, all'epoca della dominazione da parte del ramo Baratti dei conti di Canossa. Tuttavia, la più antica testimonianza della sua esistenza risale soltanto al 1230, quando la Capelle S. Marie de Vignale fu citata nel Capitulum seu Rotulus Decimarum della diocesi di Parma tra le dipendenze della pieve di Traversetolo.
Nel 1520 una bolla del papa Leone X assegnò in patronato la chiesa alla famiglia Carbognani e la unì in perpetuo all'oratorio di San Geminiano di Bottone, ormai in rovina; il luogo di culto fu elevato al rango di parrocchia nel 1564.
Nel 1666 la chiesa, profondamente degradata, fu ristrutturata interamente; i lavori furono completati negli anni seguenti.
Tra la fine del XVII e il XVIII secolo il tempio, grazie all'assegnazione di nuovi benefici ecclesiastici alle famiglie Guernieri e Quintavalla e alle donazioni da parte della popolazione in aumento, fu arricchito con varie opere d'arte.
Nel 1833 la copertura della chiesa fu completamente ricostruita.
Tra il 1871 e il 1873 il cimitero, fino ad allora collocato nel sagrato, fu spostato in un terreno a valle della chiesa, nei pressi della strada Pedemontana; il nuovo camposanto fu poi smantellato nel 1946 e le salme furono inumate nel cimitero di Traversetolo.
Nel 1938 la chiesa fu restaurata, mentre nel 1965 i lavori interessarono l'attigua canonica risalente probabilmente al XVII secolo.

## Descrizione

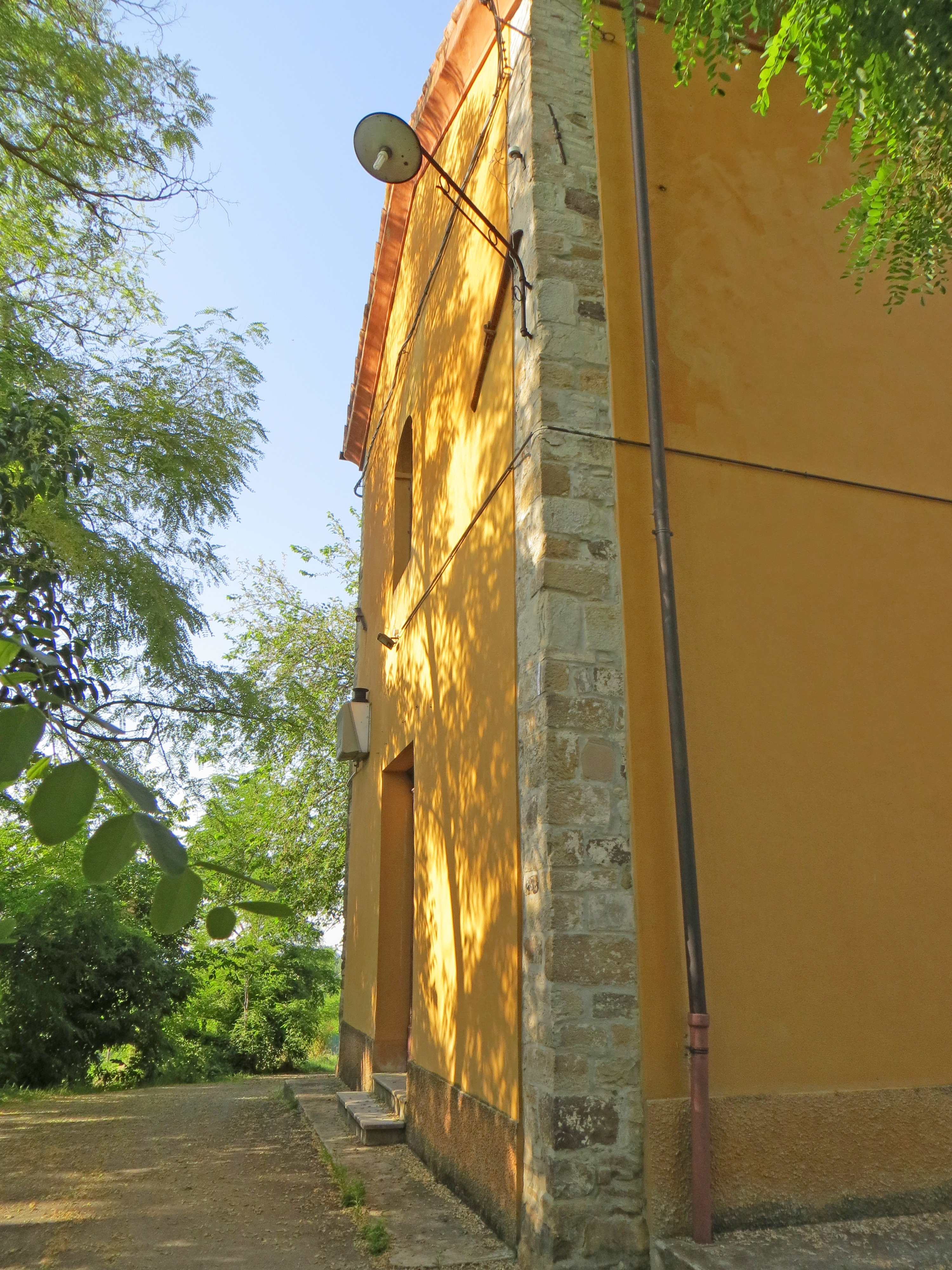
Facciata

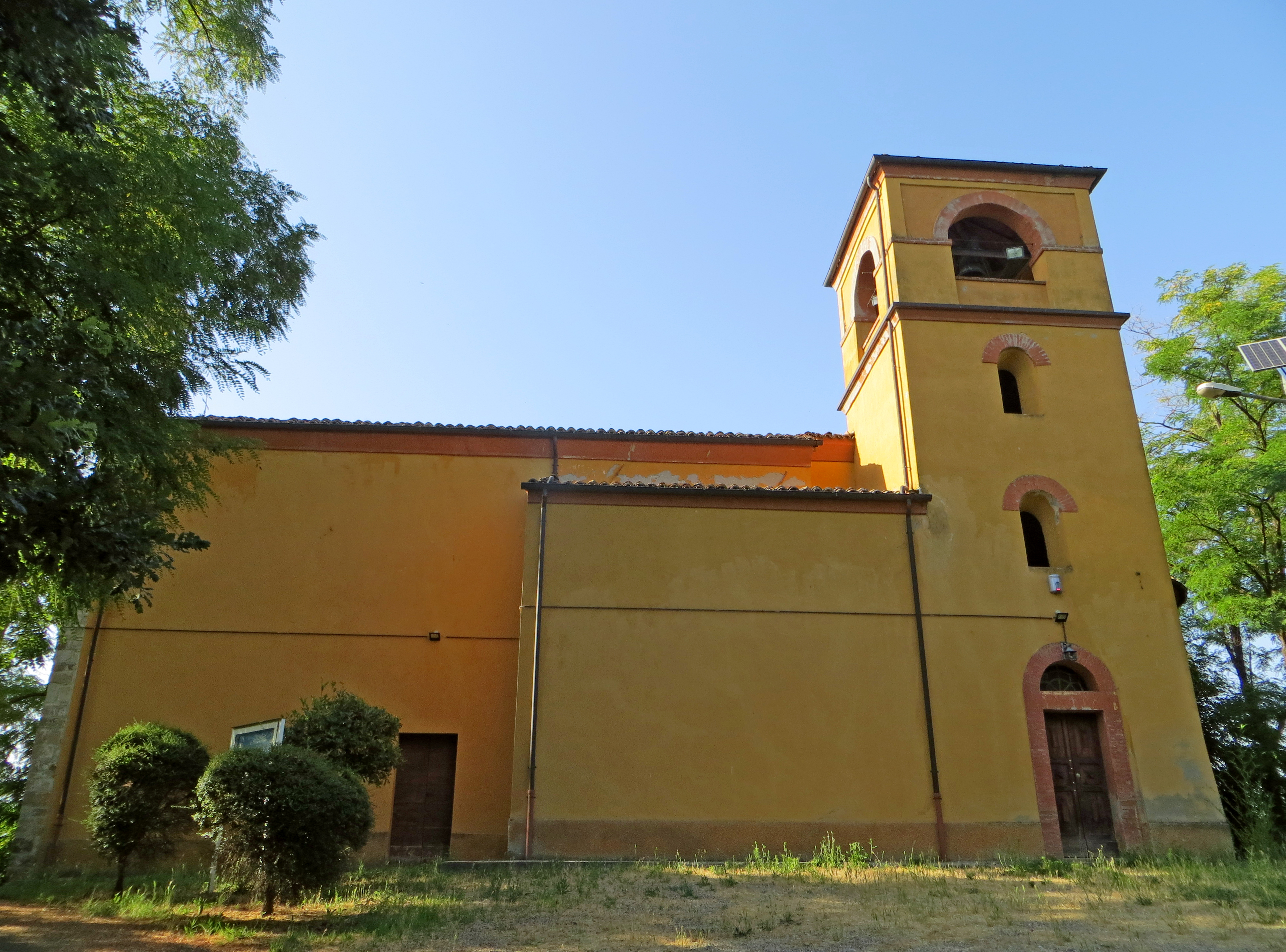
Lato sud

La chiesa si sviluppa su un impianto a navata unica affiancata da una cappella per lato, con ingresso a ovest e presbiterio absidato a est.
La semplice e pressoché simmetrica facciata a capanna, intonacata, è caratterizzata dalla presenza dell'ampio portale d'accesso centrale, sormontato da una finestra ad arco a sesto ribassato; in corrispondenza degli spigoli si elevano due lesene in pietra, mentre a coronamento del prospetto corre, lungo gli spioventi del tetto, un cornicione modanato in aggetto.
Dai fianchi aggettano le due cappelle laterali. Al termine del prospetto sud è collocato il campanile, con ingresso delimitato da una cornice in laterizio e coronato da un'apertura ad arco a tutto sesto; più in alto si sovrappongono due monofore ad arco a tutto sesto, profondamente strombate, mentre in sommità la cella campanaria si affaccia sulle quattro fronti attraverso grandi aperture ad arco a tutto sesto, con cornice in mattoni.
All'interno la navata, coperta da un soffitto piano a travetti lignei, è scandita lateralmente da una serie di lesene doriche a sostegno del cornicione perimetrale modanato; le cappelle si affacciano sull'aula attraverso ampie arcate a tutto sesto.
Il presbiterio, lievemente sopraelevato, è preceduto dall'arco trionfale a tutto sesto, retto da due paraste doriche; l'ambiente, chiuso superiormente da una volta a botte dipinta, accoglie l'altare maggiore ligneo a mensa, aggiunto tra il 1970 e il 1980; sul fondo l'abside, coperta dal catino a semicupola, è illuminata lateralmente da due monofore.
La chiesa conserva alcune opere di pregio, tra cui un'ancona seicentesca in stucco e alcuni oli, pervenuti grazie a donazioni di privati e raffiguranti la Vergine del Rosario col Bambino e i santi Giovanni Battista, Teresa d'Avila e Mauro, realizzata tra la fine del XVI e gli inizi del XVII secolo, la Vergine col Bambino e i santi Rocco, Lucia e Carlo Borromeo, eseguita da Antonio Maria Quintavalla nel 1684, la Deposizione di Cristo dalla croce, risalente al XVII secolo, e una Santa Filomena, attribuita a Giovan Battista Borghesi o a Francesco Scaramuzza.